# 프린스 챠밍
《프린스 챠밍》(영어: Charming)는 2018년에 개봉한 캐나다, 미국의 모험, 코미디, 판타지, 뮤지컬, 애니메이션 영화이다. 로스 베노커가 감독과 각본을 맡았다. 캐나다는 2021년 1월 8일에 대한민국은 2023년 1월 11일에 개봉되었다.

## 출연진

### 영어
- 데미 로바토 - 레노어 목소리 역
- 윌머 발더라마 - 챠밍 왕자 목소리 역
- 시아 - 오라클 목소리 역
- 에이브릴 라빈 - 백설공주 목소리 역
- 애슐리 티스데일 - 신데렐라 목소리 역
- 등자기 - 잠자는 숲속의 공주 목소리 역
- 존 클리즈 - 요정 할머니 목소리 역
- 니아 발다로스 - 네메니 네버위시 목소리 역

### 한국어
- 남도형 - 챠밍 왕자 목소리 역